# Red de Seguridad Pública de Noruega
La Red de Seguridad Pública de Noruega es un sistema de red de seguridad pública basado en la tecnología de radio troncal terrestre (TETRA). Nødnett es gestionada por la Dirección de Comunicaciones de Emergencia. La red se utiliza principalmente para la comunicación interna e interdisciplinaria entre la policía, los bomberos y los servicios sanitarios. Nødnett también es utilizada por varias organizaciones que participan en labores de rescate y emergencia. La planificación de la red comenzó en 1995 y en 2006 se adjudicó el contrato para su construcción a Nokia Siemens Networks. Como Nokia Siemens Networks no pudo completar el contrato, este se transfirió a Motorola Solutions en 2012. La infraestructura crítica de Nødnett se completó y entró en funcionamiento en todos los distritos de la Noruega continental el 1 de diciembre de 2015.
La red sustituyó a casi 300 redes locales y regionales que funcionaban de forma independiente para los cuerpos de bomberos, la policía y los servicios sanitarios. Nødnett ofrece funciones como la autenticación, el cifrado y una mayor fiabilidad.

## Antecedentes y elección de la tecnología

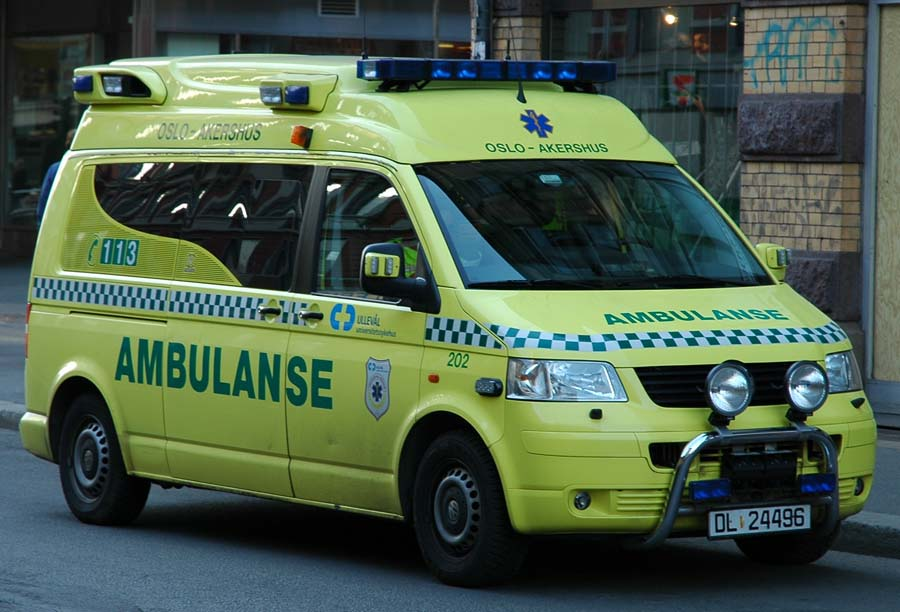
Ambulancia en funcionamiento en Oslo

Antes de la introducción de Nødnett, Noruega contaba con tres sistemas independientes de telecomunicaciones para la policía, los bomberos y los servicios de emergencia, todos ellos basados en radio analógica. El antiguo sistema tenía dos inconvenientes principales: no estaba encriptado e impedía la comunicación entre organismos. Esto resultaba especialmente problemático en catástrofes y accidentes de gran magnitud, así como en casos en los que los delincuentes escuchaban la radio de la policía durante las operaciones policiales. La Inspección de Datos de Noruega también había ordenado a los organismos que cifraran sus comunicaciones por motivos de privacidad. Esto tendría que hacerse mediante una costosa actualización de los sistemas existentes o mediante la construcción de una nueva red digital.
Otra cuestión es el uso de tecnología estandarizada para la comunicación con organismos de otros países. Noruega es miembro del Acuerdo de Schengen, que exige la comunicación transfronteriza entre los organismos encargados de hacer cumplir la ley. Había 27 redes diferentes para la policía, una para cada distrito policial. En Oslo, Akershus y Østfold, la policía también utilizaba el Sistema de Comunicación de Acceso Digital Mejorado desde 1994.Había 230 sistemas de radio municipales para los bomberos y un sistema manual de telefonía móvil para el sector sanitario. La red sanitaria fue construida por los municipios del condado entre 1990 y 1995 y cubre todas las partes del servicio sanitario, incluidos los paramédicos, los servicios de ambulancia, las comadronas y los médicos. Los distintos sistemas tenían diferentes niveles de cobertura. Además, se utilizaban teléfonos del Sistema Global para Comunicaciones Móviles (GSM) y del Teléfono Móvil Nórdico (NMT450) cuando era necesaria una comunicación cifrada.
También se consideró la posibilidad de mantener los antiguos sistemas y convertirlos en sistemas cifrados. Se estimó que la instalación costaría 500 millones de coronas noruegas, pero no se podía garantizar que funcionara satisfactoriamente. En particular, el cifrado retrasaría las comunicaciones, lo que supondría un problema para las comunicaciones urgentes. Tampoco estaba claro si el nivel de cifrado sería suficiente para que la red se considerara cerrada y permitiera la transmisión de información personal.
El Gobierno consideró la posibilidad de utilizar una solución de adquisición similar a la de Dinamarca, donde el espectro se concedía bajo licencia a empresas privadas y los organismos compraban servicios a empresas de telecomunicaciones privadas, basadas en la tecnología GSM convencional. Sin embargo, en Dinamarca esto no había dado los resultados deseados, ya que solo se cubría el área metropolitana de Copenhague. En su lugar, el Gobierno noruego optó por crear un organismo público para construir y operar la red. El uso de las redes GSM y NMT450 era insuficiente debido a la falta de capacidad de la red convencional en caso de grandes volúmenes de comunicación, la imposibilidad de realizar conversaciones en grupo, la falta de sistemas de prioridad y los largos tiempos de conexión.
El uso de los sistemas GSM convencionales también se rechazó porque el GSM carece de muchas de las funcionalidades del TETRA, como las conversaciones en grupo, los centros de despacho y la comunicación directa. Además, se consideró el Sistema Global para Comunicaciones Móviles - Ferrocarril (GSM-R), pero se rechazó debido a la falta de funcionalidad transfronteriza y a la necesidad de más estaciones base, lo que suponía mayores costes de inversión y un tiempo de inicio de las llamadas más largo. Se consideró esta tecnología porque la Administración Nacional de Ferrocarriles de Noruega estaba construyendo en ese momento una red GSM-R para cubrir toda la red ferroviaria noruega. Otra razón por la que se prefirió TETRA fue que, en el momento de la decisión, había cinco fabricantes de equipos TETRA y solo dos de GSM-R. TETRA también permite un sistema de respaldo, en el que una estación base puede permitir la comunicación entre los usuarios dentro del alcance de la estación base, incluso si las partes centrales de la red se averían.
En una audiencia parlamentaria celebrada en 2002, tanto el director de DNK, Tor Helge Lyngstøl, como el ministro de Justicia, Odd Einar Dørum, afirmaron que la elección de TETRA proporcionaría suficiente capacidad de datos. En una decisión parlamentaria de 2004, se optó por el estándar abierto del Instituto Europeo de Normas de Telecomunicaciones (ETSI) como estándar de transmisión de datos, que es el utilizado por todos los demás sistemas TETRA de la policía en Europa, pero posteriormente la dirección lo cambió por el estándar propietario TETRA Enhanced Data Service (TEDS), propiedad de Motorola. Este último limitaría el número de suministros y aumentaría los costes de inversión.
En 2000, el coste anual de las comunicaciones de la agencia era de 175 millones de coronas noruegas, mientras que en 2004 había aumentado a 260 millones. El aumento se debió en gran medida al incremento del uso de teléfonos móviles. Los costes de las redes de los bomberos corrían a cargo de los municipios, los de la red sanitaria a cargo de los municipios y las autoridades sanitarias regionales, y los de las redes policiales a cargo de los respectivos distritos policiales.

## Implementación
El trabajo con el sistema comenzó en 1995, cuando la Junta Noruega de Supervisión Sanitaria tomó la iniciativa de crear una nueva plataforma de telecomunicaciones móviles. La cuestión fue coordinada por el Ministerio de Justicia y se debatió por primera vez a nivel político en 1997. En 1998 se creó un grupo de proyecto. En 2001 se puso en marcha un proyecto piloto en Trondheim, en el que participaron las tres agencias. La prueba fue un éxito y finalizó en junio de 2003. Más tarde ese mismo año, el Parlamento de Noruega tomó la decisión principal de establecer la red. El control de calidad del proyecto concluyó en junio de 2004 y la construcción se estimó en 3600 millones de coronas noruegas.
El proceso de contratación fue dirigido inicialmente por el Ministerio de Justicia y Policía, en cooperación con el Ministerio de Salud y Servicios Sanitarios, la Dirección Nacional de Policía, la Dirección de Salud y Asuntos Sociales y la Dirección de Protección Civil y Planificación de Emergencias. La licitación pública se lanzó en mayo de 2005 y el 22 de diciembre de 2006 se firmó el contrato con Nokia Siemens Networks. El proyecto es el mayor contrato de tecnología de la información jamás adjudicado en Noruega.La Dirección de Comunicaciones de Emergencia se creó el 1 de abril de 2007.
Los planes originales preveían que el sistema se construyera entre 2007 y 2011. La implementación se planificó en seis fases, numeradas del cero al cinco. Entre las fases cero y uno, se planificó una evaluación del proceso.
| Fase | Área                                         | Completada     |
| ---- | -------------------------------------------- | -------------- |
| 0    | Oslo, Akershus, Østfold, sur de Buskerud     | Mayo 2010      |
| 1    | Hedmark, Oppland                             | Noviembre 2013 |
| 2    | Norte de Buskerud, Vestfold, Telemark, Agder | Junio 2014     |
| 3    | Rogaland, Hordaland, Sogn y Fjordane         | Junio 2015     |
| 4    | Møre y Romsdal, Trøndelag                    | Diciembre 2014 |
| 5    | Nordland, Troms, Finnmark                    | Diciembre 2015 |

En junio de 2007, el proyecto llevaba medio año de retraso. Uno de los principales retrasos del proyecto ha sido el desarrollo del software para los centros de comunicación del sector sanitario, que incluyen salas de urgencias, salas de accidentes, centros de despacho de emergencias y centros de coordinación aérea. El sistema está siendo desarrollado por Frequentis en Austria, que ha declarado no haber recibido especificaciones suficientes. En diciembre de 2009, el Estado concedió 110 millones de coronas noruegas adicionales para el desarrollo del sistema. Por lo tanto, los trabajadores sanitarios comenzarán a utilizar la red en mayo de 2010, después de la policía y los bomberos de Follo y Østfold. Los representantes de la Dirección de Policía han criticado el modelo de implementación y han declarado que, en la mayoría de los demás países, el sistema se implementó primero solo para la policía y, posteriormente, lo utilizaron los bomberos y los servicios de ambulancia. Por ejemplo, el distrito policial de Østfold instaló un nuevo centro en febrero de 2008, pero tuvo que esperar 21 meses para ponerlo en funcionamiento mientras esperaba la radio de seguridad pública.
La Dirección de Policía considera que el uso de la comunicación cifrada es la mayor ventaja del sistema y ha declarado que no ve ninguna razón para detener la implementación mientras se evalúa, y que no hay alternativa a su implementación a nivel nacional. El sistema se puso en marcha por primera vez en Østfold y Follo en diciembre de 2009, y en Oslo en marzo de 2010. En Oslo, la policía decidió cerrar la red analógica antes de que se instalara el sistema TETRA en todos los vehículos y, en su lugar, dotó a todos los agentes de dispositivos portátiles para acelerar el cierre de la antigua red, que se considera un riesgo para la seguridad. Tradicionalmente, los periodistas se han informado de los acontecimientos escuchando las radios de la policía. La policía ha nombrado a oficiales de prensa que informarán a los medios de comunicación sobre los incidentes de interés periodístico. El centro de alarma de los cuerpos de bomberos de Østfold y Follo comenzó a utilizar el sistema en junio de 2010.
En agosto de 2010, los centros de comunicación de emergencias sanitarias de Østfold y la sala de urgencias del Hospital Fredrikstad comenzaron a utilizar el sistema. A estos les siguieron las salas de urgencias de Halden y Aremark, en Rakkestad y Sarpsborg, y en Oslo. En el sector sanitario, la fase cero abarcó 40 centros de comunicación, de los cuales 20 eran salas de urgencias, 16 salas de urgencias de hospitales, un centro de coordinación de ambulancias aéreas y tres centros de comunicación de emergencias sanitarias, además de las radios de las 150 ambulancias que prestan servicio en la región.
La inauguración oficial de la red tuvo lugar el 17 de agosto de 2010.En octubre de 2010, Arne Johannesen, líder de la Federación de Policía de Noruega, declaró que quería suspender la construcción de la red de radio y utilizar en su lugar la financiación para un nuevo sistema de tecnología de la información para la policía, denominado D#2.
DNK llevó a cabo pruebas con el sistema en 2010 para bomberos que utilizaban aparatos de respiración autónomos en incendios estructurales, y consideró que el sistema era suficiente. El Departamento de Bomberos de Oslo realizó pruebas similares más adelante ese mismo año y concluyó que el sistema de radio era insuficiente para sus necesidades. El Departamento de Bomberos de Oslo concluyó que las pruebas de DNK solo tuvieron éxito gracias al uso de equipos adicionales de radio direccionales de puerta de enlace/repetidor. Por este motivo, los bomberos de Oslo siguieron utilizando las antiguas radios de frecuencia ultraalta durante los incendios en interiores.Tanto el servicio de guardaespaldas del Servicio de Seguridad de la Policía Noruega como el servicio de protección de la familia real han optado por no utilizar el nuevo sistema de radio, alegando una cobertura deficiente en interiores y en el suelo, incluso en el centro de Oslo. Los servicios han declarado que esto no permite la interoperabilidad con otras agencias, lo que supone un inconveniente en caso de incidentes graves.También los centros conjuntos de coordinación de rescates, la ambulancia aérea noruega y el escuadrón 330, que opera helicópteros de búsqueda y rescate Westland Sea King, han optado por no utilizar el sistema debido a la mala cobertura. Durante los atentados de 2011 en Utøya, situada en el norte de Buskerud, los agentes de policía de los distritos circundantes no pudieron comunicarse con la policía local porque la zona no tenía cobertura para el sistema TETRA.

## Organización
Nødnett es propiedad de la Dirección de Comunicaciones de Emergencia, dependiente del Ministerio de Justicia. El ministerio firmó un acuerdo con Nokia Siemens Networks para instalar el sistema. En 2012, Motorola Solutions firmó un acuerdo para hacerse cargo del proyecto.
La dirección está dirigida por Tor Helge Lyngstøl y tiene sus oficinas en Nydalen, Oslo.
El coste de la construcción de la red ha sido sufragado por el ministerio. Los costes de funcionamiento y mantenimiento de la red corren a cargo de los usuarios, que también adquieren sus propios terminales. El pago a la dirección se realiza mediante una cuota de suscripción anual por terminal, basada en el uso de la misma. Para un terminal que solo se utiliza en modo de espera, el coste de la suscripción anual es de 1700 NOK al año (2016), mientras que para un terminal en una sala de control es de 45 000 NOK (2016). Dado que el coste de funcionamiento de la red es fijo e independiente del volumen de tráfico, no hay ningún coste por utilizar la red. A medida que más usuarios empiecen a implementar el sistema, se reducirán los costes por suscriptor.

## Red
La red de radio troncal terrestre tiene tres componentes: la red central, que es un centro informático centralizado basado en una estructura de protocolo de Internet; la red de transmisión, que conecta la red central, la red de radio y otros puntos de conexión con líneas de alta capacidad; y la red de radio, que consta de unas 2100 estaciones base con antenas en mástiles, edificios y algunos túneles. La red está controlada por Motorola. En caso de que una estación base ya no pueda comunicarse con la red central, la estación base puede seguir transmitiendo comunicaciones dentro de su alcance. Si la estación base falla o se producen operaciones en zonas sin cobertura, los terminales pueden comunicarse directamente entre sí.
Todas las comunicaciones de los terminales móviles a las estaciones base se cifran con una clave que solo conocen la estación base y el terminal. Para las conversaciones en grupo, se utilizan dos claves, una del terminal a la estación base y otra de la estación base a todos los usuarios. Además, hay 32 claves fijas que se utilizan para la comunicación de terminal a terminal en caso de que la estación base falle. Además, la policía puede utilizar un cifrado de usuario a usuario en el que la comunicación se cifra a lo largo de toda la red, de un usuario a otro.
Nødnett garantiza una cobertura del 100 % de la población y del 86 % del territorio, lo que supera a cualquiera de las redes GSM existentes. Esto incluye una buena cobertura en interiores, para ayudar a los bomberos, así como una cobertura completa de la costa y una cobertura de hasta 2500 metros (8000 pies) de altura para aeronaves. Nødnett ofrece cobertura total en todas las carreteras nacionales y comarcales. El sistema también permite la interoperabilidad con la radio marítima. La red también permite la transmisión de datos a una velocidad de 12-13 kbit/s.
Se han planteado críticas contra varias deficiencias fundamentales del sistema de red. La más importante es la falta de cobertura en interiores.Esto se ha solucionado en parte aumentando la potencia de la señal en las zonas urbanas e instalando repetidores, por ejemplo, en clínicas médicas, el juzgado de Oslo y el aeropuerto de Oslo-Gardermoen.Otras deficiencias son que la ubicación de las estaciones base es de dominio público, lo que facilita el sabotaje, y el aumento de los costes de inversión debido a la elección del sistema propietario TEDS en lugar del sistema abierto ETSI.

## Terminales
El sistema cuenta con dos tipos de receptores: terminales de radio, que pueden ser portátiles o montados en vehículos, y equipos de escritorio para centros de control. El sistema incluirá 40 000 radios en todo el país. En comparación con la red analógica, los equipos de radio digital serán más pequeños y tendrán opciones para equipos adicionales, como manos libres, y permitirán radios especiales para motocicletas, motos de nieve, barcos, actividades encubiertas y buceo en humo. La comunicación puede realizarse como conversaciones uno a uno, llamadas grupales para grupos predefinidos o ad hoc, con radios que pueden formar parte de varios grupos, o como walkie talkies en áreas sin cobertura de red. La transmisión digital reduce el ruido de fondo y permite supervisar la identidad de los terminales para prohibir el uso no autorizado. Todas las radios están equipadas con un botón de emergencia que dará prioridad en la red.
Los terminales de la sala de control tendrán nuevas funciones, como la identificación de todos los usuarios y la localización de los terminales de radio, las consultas por radio y teléfono realizadas en el mismo equipo, el uso de altavoces o auriculares, y la posibilidad de que los operadores escuchen las conversaciones de los demás. Los operadores tienen acceso a agendas telefónicas y marcaciones rápidas, operaciones con pantalla táctil de tráfico de voz y datos, supervisión de otros grupos de conversación, llamadas simultáneas a varios grupos de conversación y acceso a registros de voz. 